# مشرفة المريج
مشرفة المريج قرية سوريّة تتبع إداريّاً لمحافظة حلب منطقة جبل سمعان ناحية تل الضمان، بلغ تعداد سكانها 663 نسمة حسب التعداد السكاني لعام 2004.